# Liste der Kulturgüter in Wileroltigen
Die Liste der Kulturgüter in Wileroltigen enthält alle Objekte in der Gemeinde Wileroltigen im Kanton Bern, die gemäss der Haager Konvention zum Schutz von Kulturgut bei bewaffneten Konflikten, dem Bundesgesetz vom 20. Juni 2014 über den Schutz der Kulturgüter bei bewaffneten Konflikten sowie der Verordnung vom 29. Oktober 2014 über den Schutz der Kulturgüter bei bewaffneten Konflikten unter Schutz stehen.
Es sind weder A-Objekte noch B-Objekte auf dem Gemeindegebiet ausgewiesen, Objekte der Kategorie C fehlen zurzeit (Stand: 5. Mai 2024). Unter übrige Baudenkmäler sind Objekte zu finden, die im Bauinventar des Kantons Bern als «schützenswert» verzeichnet sind.

## Übrige Baudenkmäler
Hinweis: Als Objekt-Identifikator (ID) wird die Grundstücksnummer verwendet.
| ID  | Foto |                                                                                       | Objekt                                                | Typ | Standort                     | Beschreibung |
| --- | ---- | ------------------------------------------------------------------------------------- | ----------------------------------------------------- | --- | ---------------------------- | --- |
| 2   | ja   | Datei hochladen                                                                       | Autobahnviadukt (1974–76)                             | G   | Haselau N.N. 585411 / 201311 | Das Objekt liegt hälftig auf dem Gemeindegebiet von Wileroltigen (ID-Nr. 2) und dem von Mühleberg (ID-Nr. 2422). |
| 16  | ja   | Datei hochladen · Wikidata zu Schulhaus (1880) (Q115418002)                           | Schulhaus (1880)                                      | G   | Oberdorf 26 584824 / 202193  | |
| 35  | BW   | Datei hochladen                                                                       | Ehemaliges Spritzenhaus (1828)                        | G   | Oberdorf 29 584891 / 202247  | |
| 97  | ja   | Datei hochladen                                                                       | Fussgängerbrücke «Saanesteg Wilerau – Isleren» (1990) | G   | Wilerau N.N. 585908 / 203028 | Das Objekt liegt hälftig auf dem Gemeindegebiet von Wileroltigen (ID-Nr. 97) und dem von Mühleberg (ID-Nr. 157). |
| 121 | BW   | Datei hochladen                                                                       | Bauernhaus (1823)                                     | G   | Beim Fahr 1 585278 / 201850  | |
| 124 | BW   | Datei hochladen                                                                       | Ofenhaus (um 1800)                                    | G   | Unterdorf 9a 585000 / 202034 | |
| 178 | BW   | Datei hochladen                                                                       | Ofenhaus (2. Viertel 19. Jh.)                         | G   | Unterdorf 7a 584952 / 201971 | |
| 255 | ja   | Datei hochladen · Wikidata zu Bäuerliches Wohnhaus (1933) (Q115459093)                | Bäuerliches Wohnhaus (1933)                           | G   | Unterdorf 13 584924 / 202089 | |
| 292 | ja   | Datei hochladen · Wikidata zu Bauernhaus Im Egge (1780) (Q115462803)                  | Bauernhaus Im Egge (1780)                             | G   | Oberdorf 30 584863 / 202250  | |
| 323 | ja   | Datei hochladen · Wikidata zu Ehemaliges Doppelbauernhaus (Ende 17. Jh.) (Q115463341) | Ehemaliges Doppelbauernhaus (Ende 17. Jh.)            | G   | Oberdorf 27 584877 / 202212  | |
| 549 | BW   | Datei hochladen                                                                       | Wohnstock (1605)                                      | G   | Oberdorf 37 584722 / 202266  | |

Hinweis zur Legende: Anstelle der KGS-Nummer wird als Objekt-Identifikator (ID) die Grundstücksnummer verwendet.